# Agostino da Mozzanica

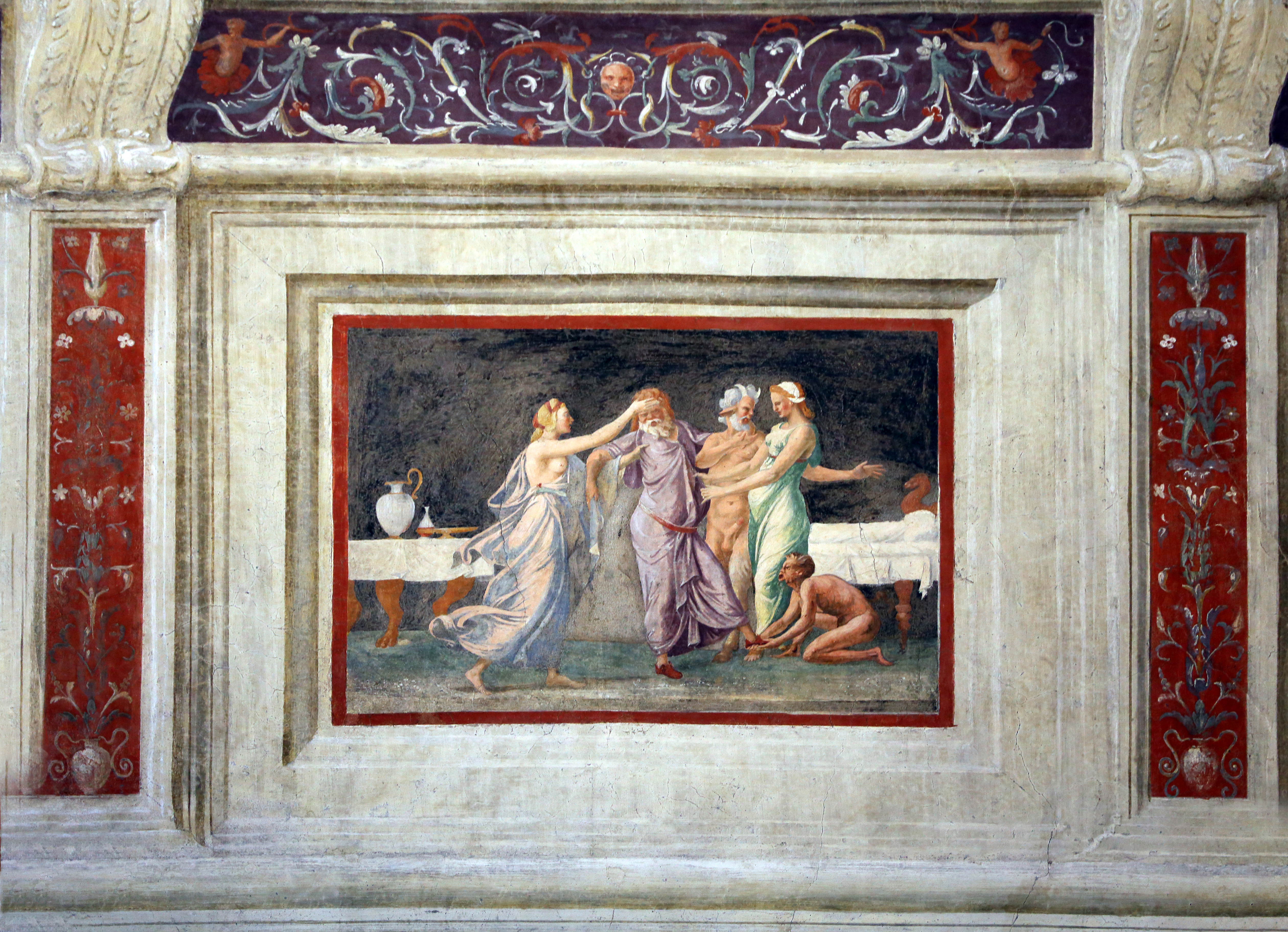
Anselmo Guazzi e Agostino da Mozzanica, Decorazioni del camerino delle metamorfosi di Ovidio, Mantova, Palazzo Te

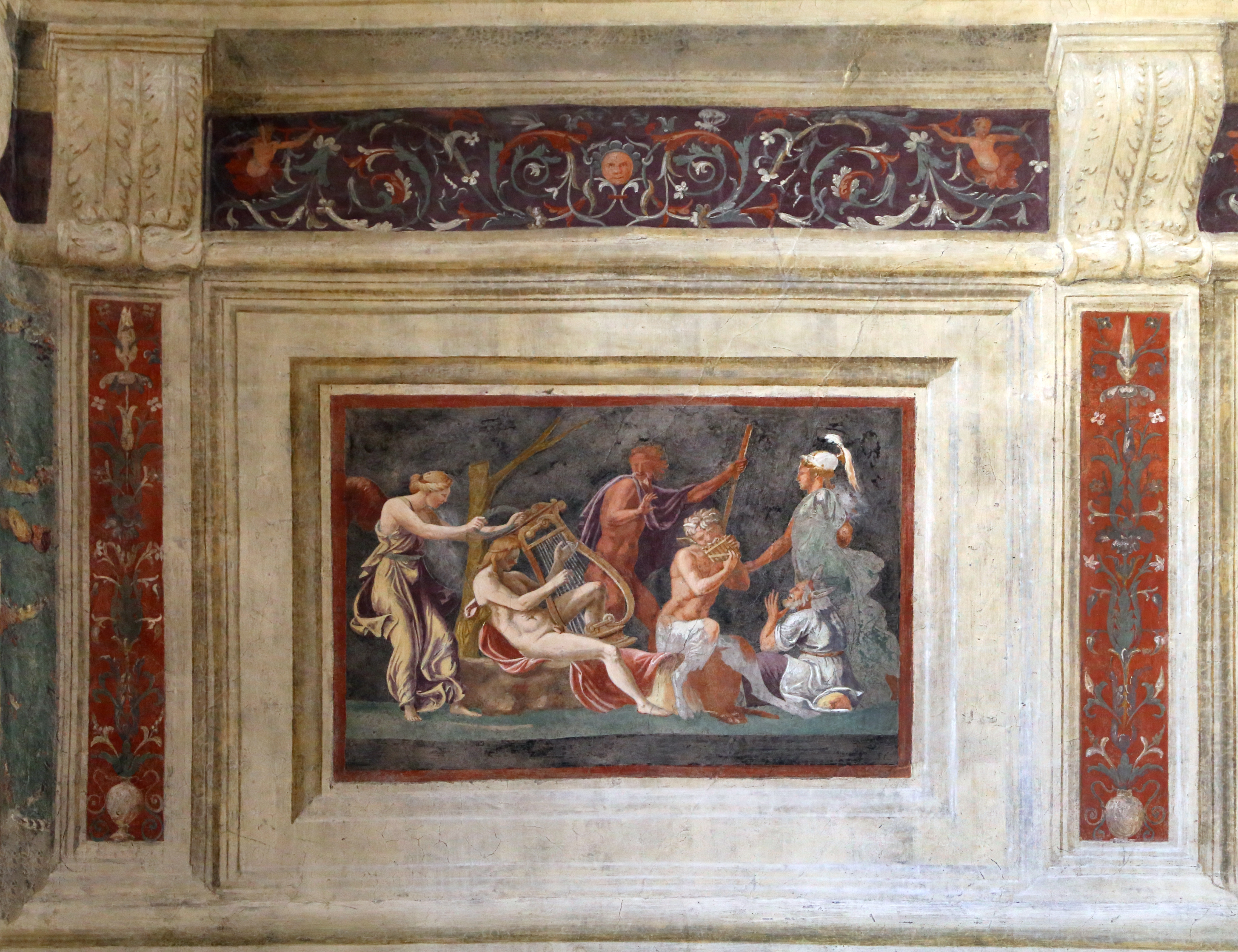
Anselmo Guazzi e Agostino da Mozzanica, Decorazioni del camerino delle metamorfosi di Ovidio, Mantova, Palazzo Te

Agostino da Mozzanica (... – Mantova, 23 ottobre 1544) è stato un pittore italiano.

## Biografia
Di origini bergamasche, fu un allievo del pittore Giulio Romano. Collaborò con altri artisti (Anselmo Guazzi, Andrea Conti e Biagio Conti) nell'affrescare alcune sale di Palazzo Te a Mantova.